# Neubrandenburg
Neubrandenburg là một thành phố ở bang Mecklenburg-Vorpommern, Đức. Thành phố này có diện tích 85,65 km2, dân số thời điểm cuối năm 2006 là 67.517 người. Thành phố nằm bên bờ hồ Tollensesee (18 km²).
Thành phố nổi tiếng với di sản thời Trung cổ Brick Gothic. Di sản này thuộc Con đường châu Âu Bricl Gothic nối 7 quốc gia ra bờ biển Baltic